# Araneus flavus
Araneus flavus este o specie de păianjeni din genul Araneus, familia Araneidae. A fost descrisă pentru prima dată de O. P.-cambridge, 1894. Conform Catalogue of Life specia Araneus flavus nu are subspecii cunoscute.